# Cephalotes inaequalis
Cephalotes inaequalis é uma espécie de inseto do gênero Cephalotes, pertencente à família Formicidae.